# تروفیموفکا
تروفیموفکا (به لهستانی:  Trofimówka) یک روستا در لهستان است که در گمینا یانوو (استان پودلاسکی) واقع شده‌است.